# Château de Trohanet
Le château de Trohanet est un édifice situé à Langolen en France.

## Localisation
Le château est situé sur le territoire de la commune de Briec, le parc est situé  également sur communes de Landudal et Langolen, à 15 km au nord-est de Quimper dans le département du Finistère en région Bretagne.

## Description
Le château a conservé une part importante de sa structure du XVIIe siècle. La recomposition des façades sud et est vers 1880 est une bonne illustration des modernisations du château. Les structures et décors intérieurs reflètent différentes étapes de l'évolution du XVIIe et XIXe siècles. L'aménagement du dernier tiers du XIXe siècle a entraîné la construction de dépendances et la création d'un parc paysager par Denis et Eugène Bühler.Le parc de 25 hectares est inscrit à l’inventaire supplémentaire des monuments historiques. Il comporte un jardin potager clos de murs d’une surface de 4500m2 (un « journal « ) et une petite serre construite au 19eme siècle. Tous les bâtiments sont également inscrits à l’inventaire. Le bâtiment principal , tout en granit, domine une pièce d’eau de 4 hectares  et le parc vallonné.

## Historique
La partie la plus ancienne du château remonte au XVeme siècle. Le manoir est alors habité par la famille de Liziart. Elle est alors transmise par les femmes. Elle est vendue en 1626 à la famille Penancoet de Keroualle dont une des petites filles, Louise de Keroualle , sera la maîtresse du roi d’Angleterre , Charles II. Elle sera faite Duchesse d’Aubigny par Louis XIV en remerciements des services qu’elle aura rendu comme agent du Roi en Angleterre. C’est la mère de Louise qui , en 1696, vend Trohanet à la famille Treouret de Kerstrat : cette dernière procède à la construction de la façade actuelle sans doute au début du 18eme siècle. Trohanet sera un un refuge de chouans pendant la révolution. Hyacinthe de Kerstrat  sera fusille à Brest en 1795 à l’âge de 20ans. Cinq  générations vont s’y succéder jusqu’à en 1851 date de vente de Trohanet au futur amiral de La Grandiere , gouverneur de Cochinchine de 1862 à 1868. L’amiral de La Grandiere confie une refonte du parc en 1872 à Denis Buhler, paysagiste alors reconnu . Les travaux ne seront achevés qu’au tout début du vingtième siècle. Augustin de La Grandiere qui a hérité de Trohanet en 1876 , date de la mort de son père, décéde en 1919 et Trohanet revient alors à sa fille Marie Thérèse épouse du comte René d’espies. À son décès en 1970 , la propriété revient à Genevieve de Mieulle, veuve de son neveu François de Pimodan, lieutenant colonel de cavalerie , mort pour la France en Algérie. Cette dernière procède à de nombreux travaux d’amélioration de l’intérieur du château. À son décès en 1988, c’est son fils Baudoin de Pimodan, marié à Catherine d’Ornellas, qui en hérite .
```
Le parc de 25 hectares et l’ensemble des bâtiments qui y sont sont inscrits au titre des 
monuments historiques
 par arrêté du 
9 novembre 2001
[
1
]
.
```

Éléments protégés : le château et le parc, à savoir : le logis en totalité, les façades et les toitures des communs XVIIIe siècle (grange dans la cour nord du château et ferme au sud-ouest) , le parc paysager y compris le jardin potager, ses murs de clôture et la serre.

## Galerie

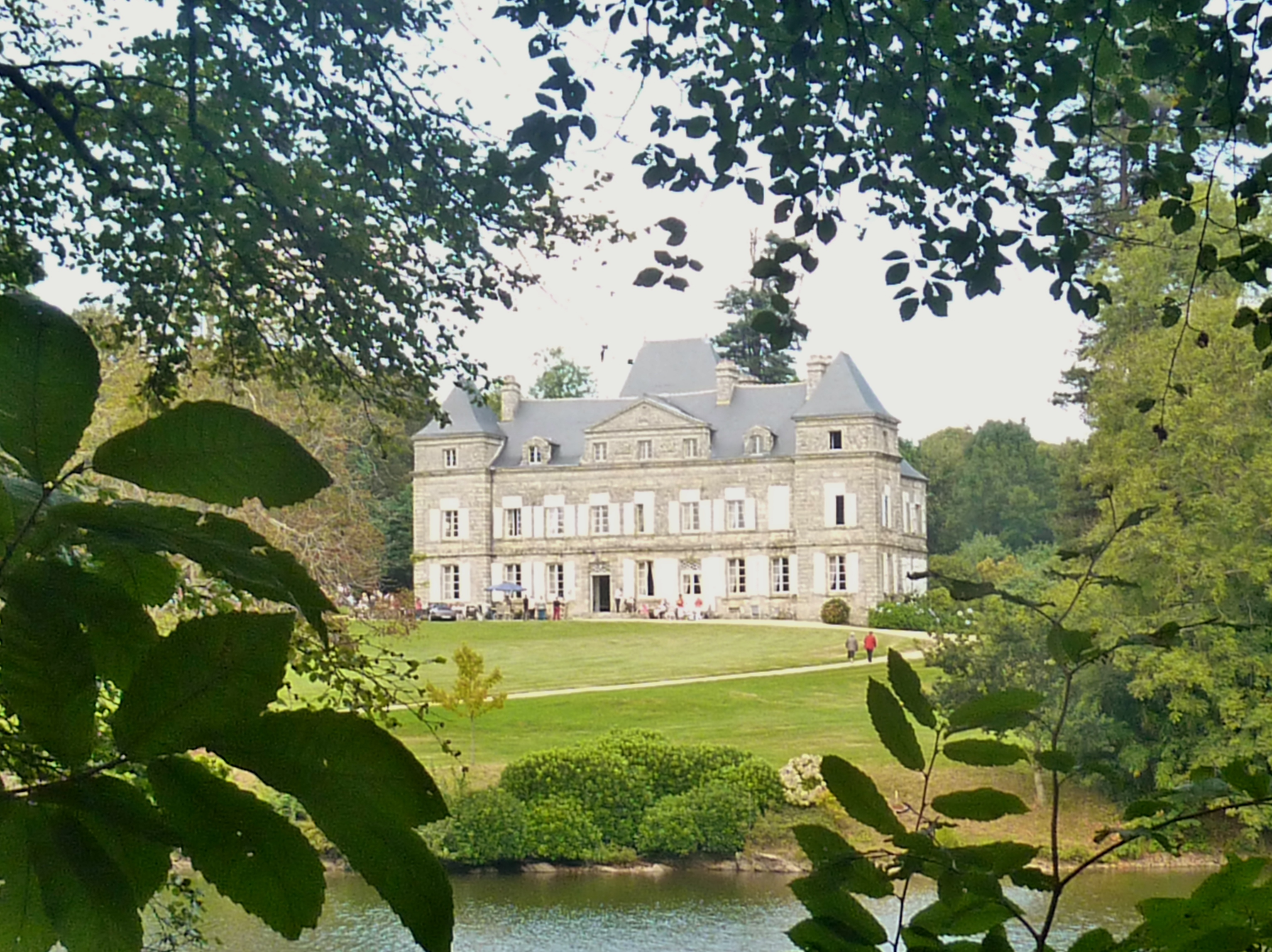
Vue d'ensemble.
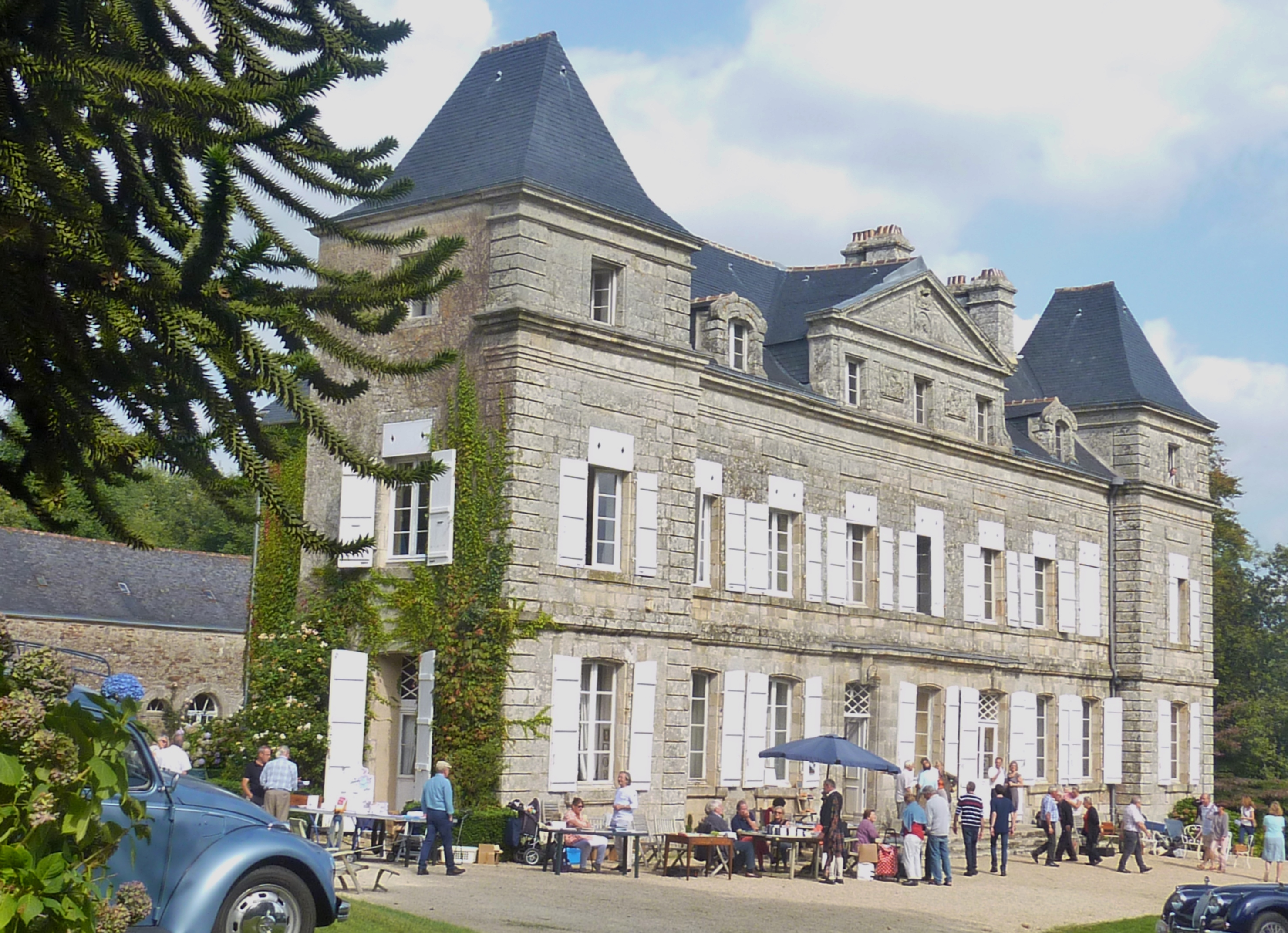
Vue d'ensemble.
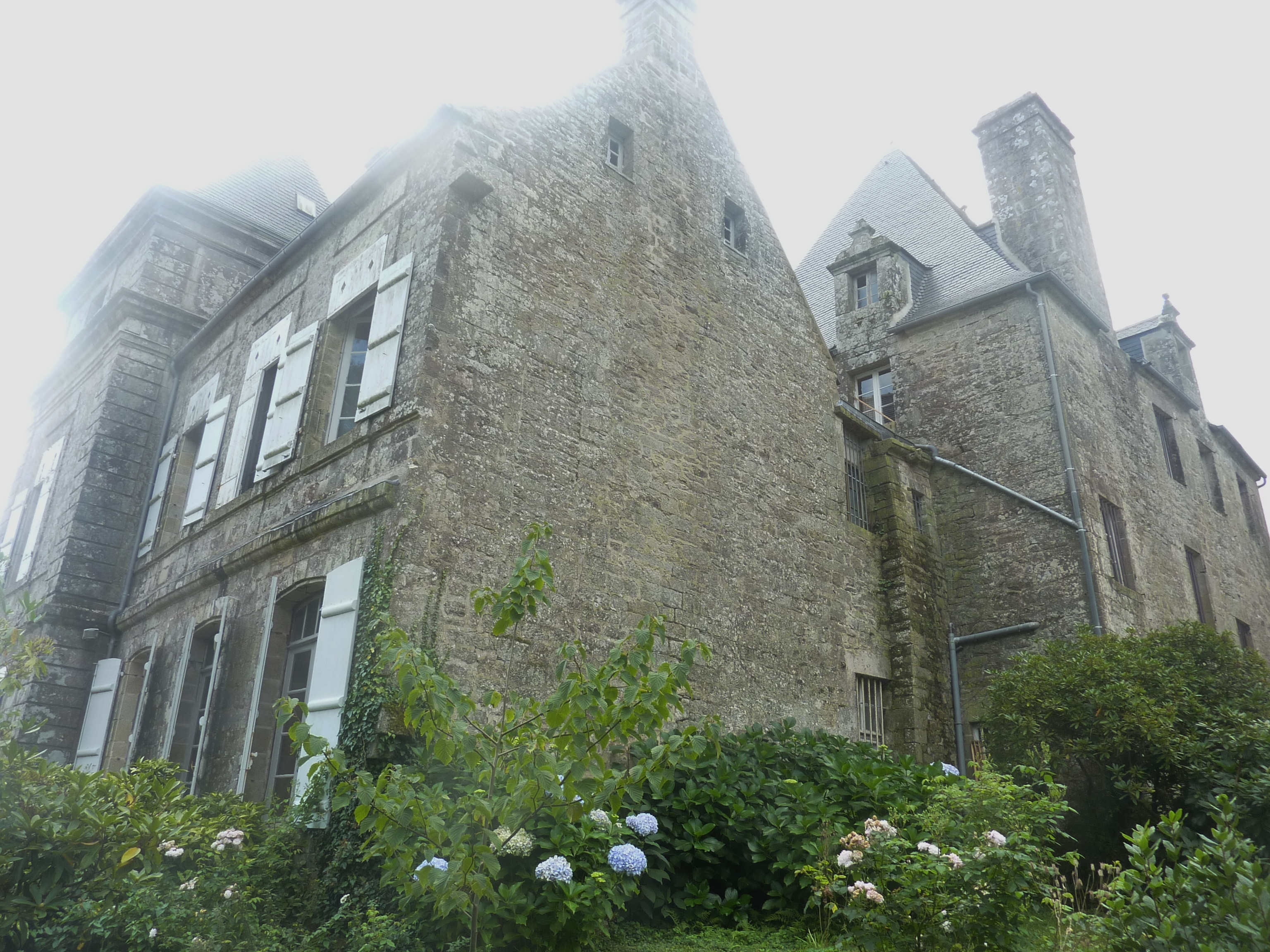
L'arrière.
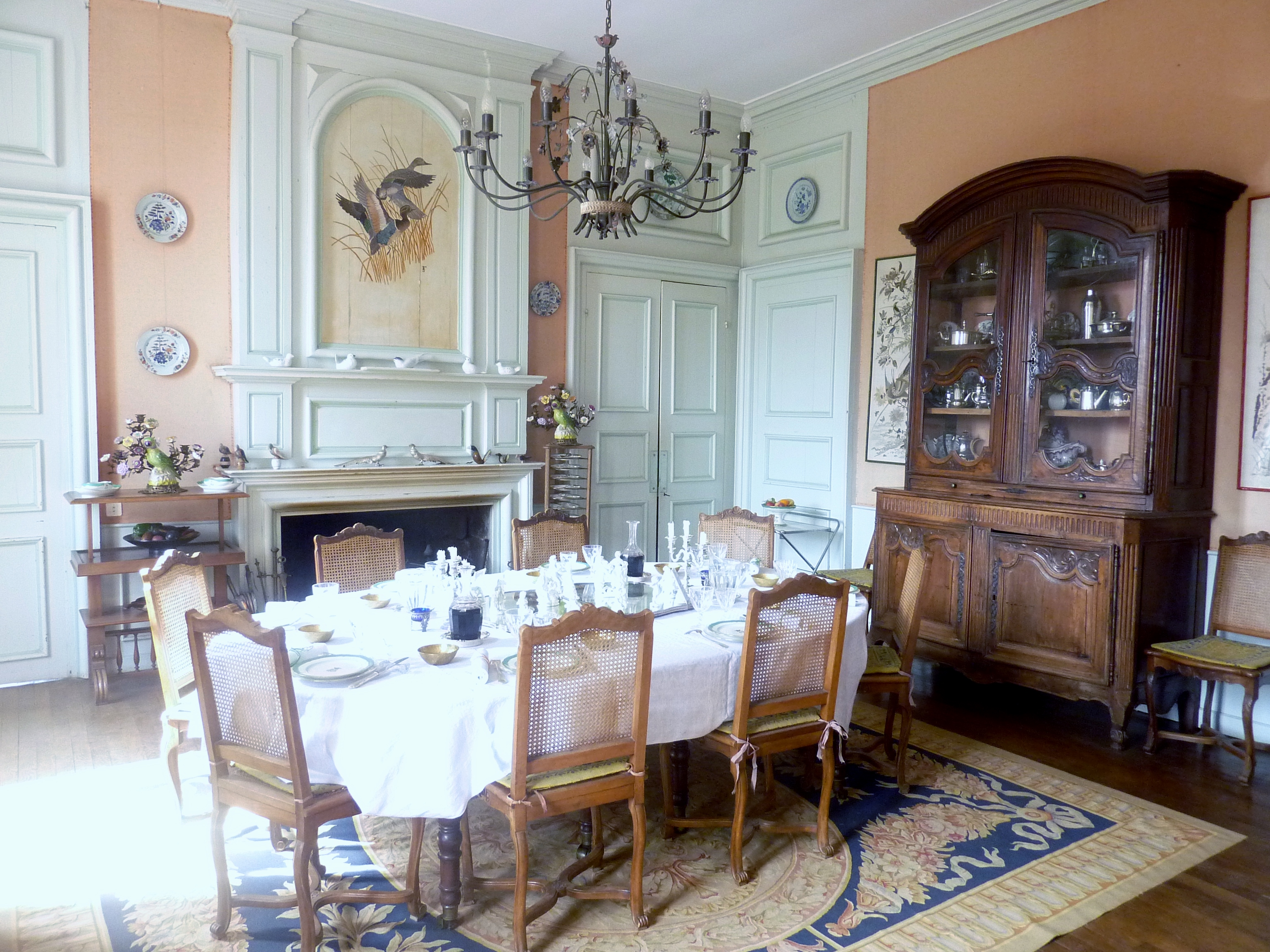
La salle à manger.
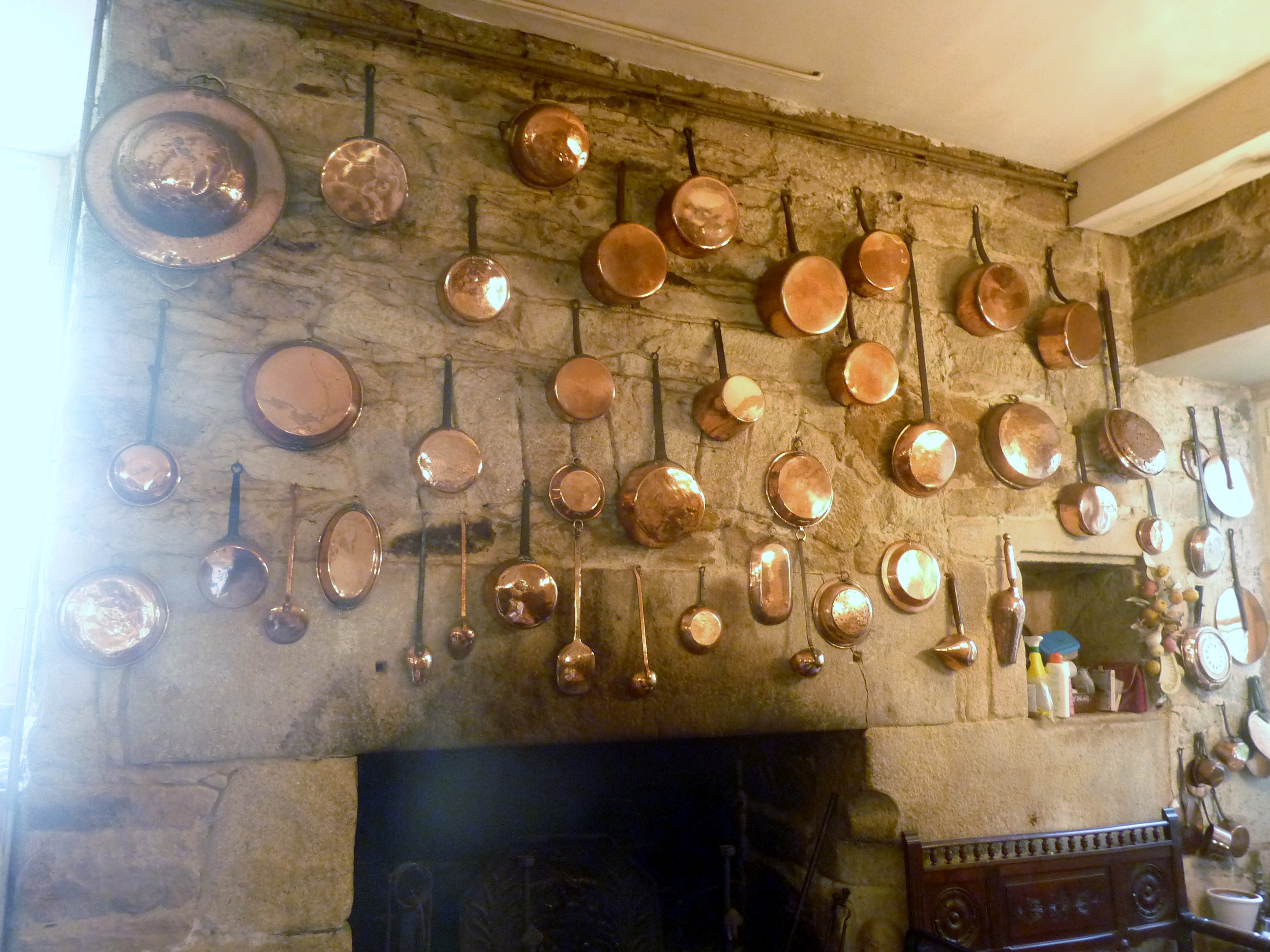
La cuisine.
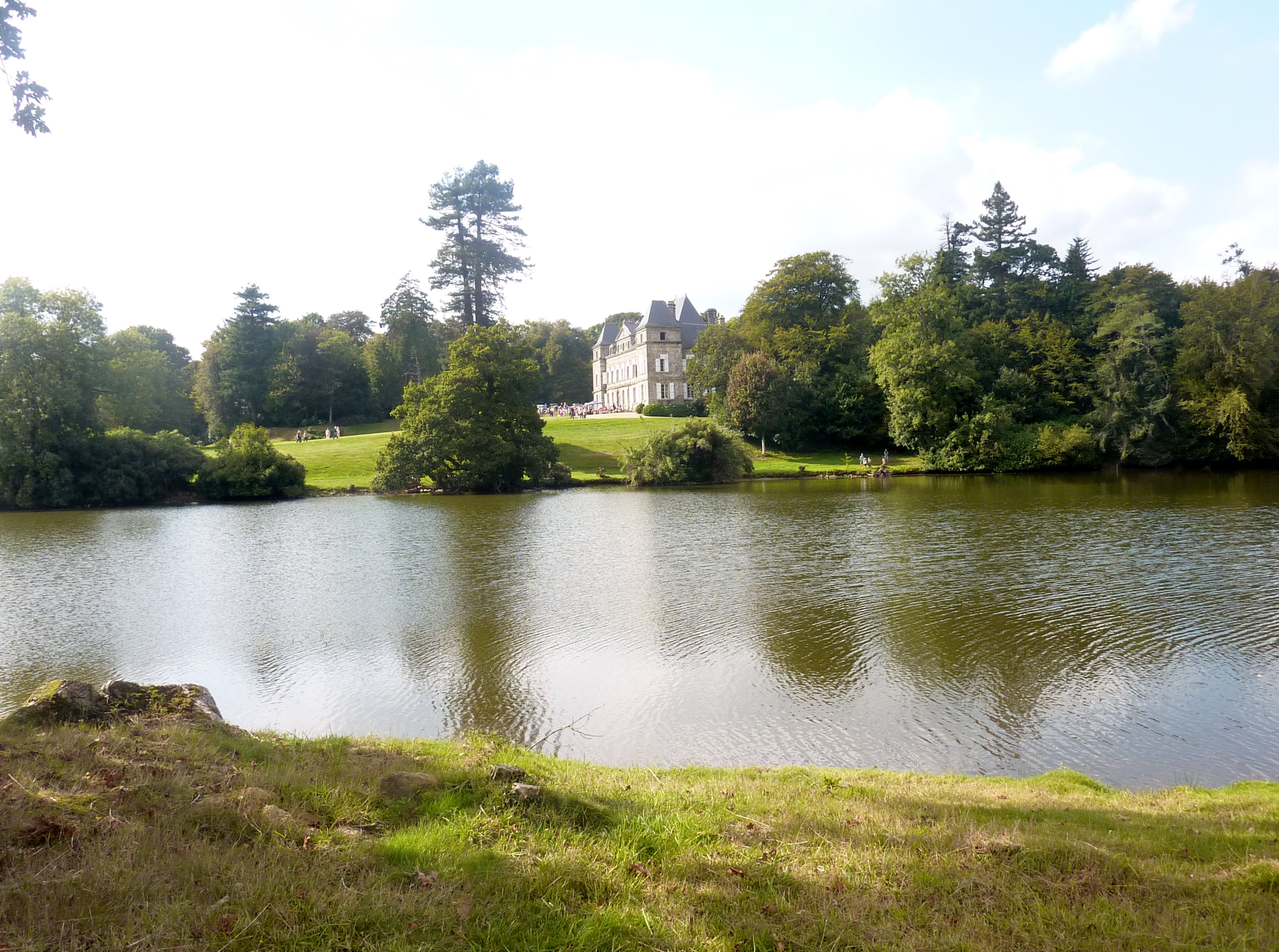
L'étang avec le château en arrière-plan.
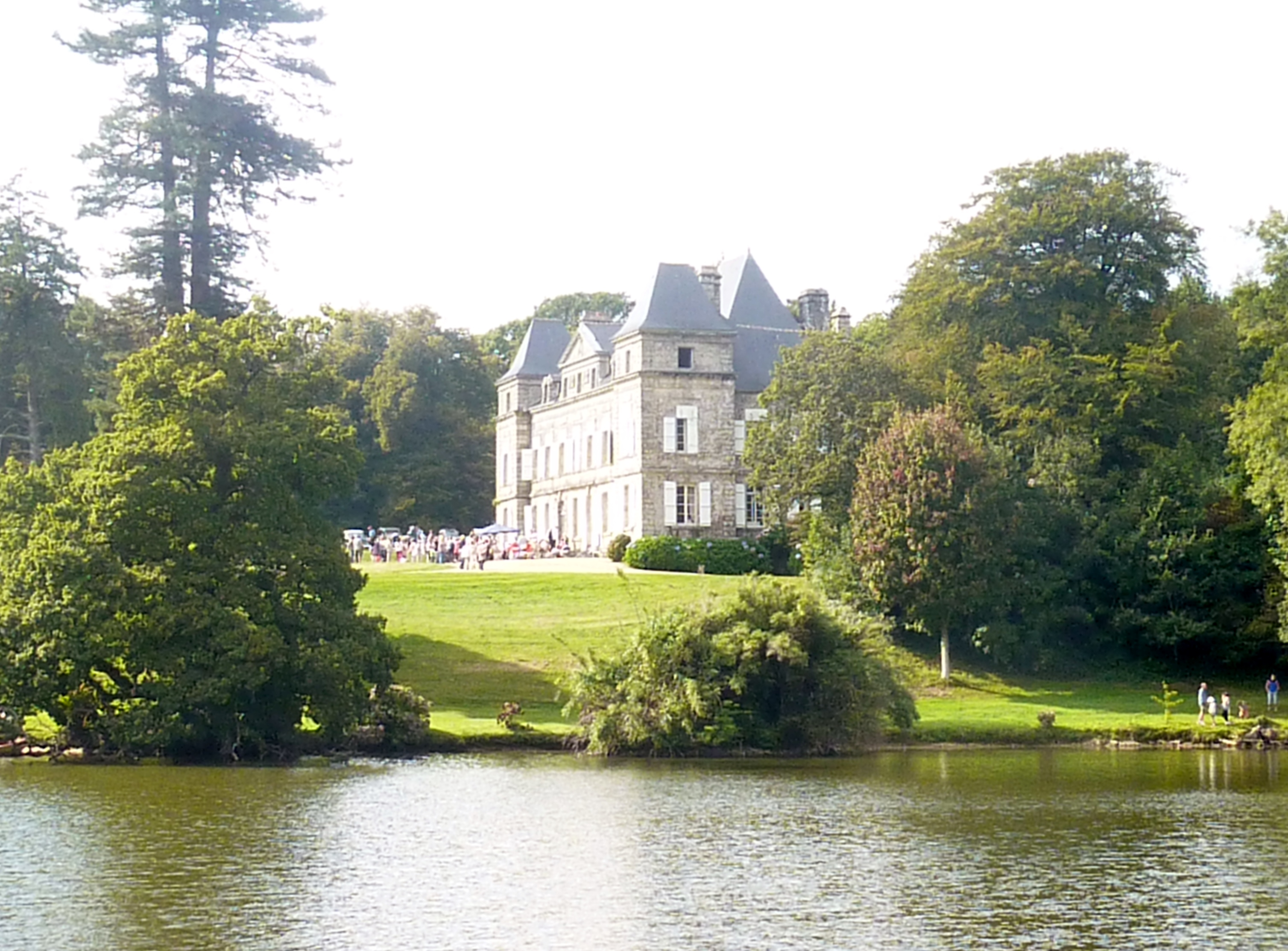
L'étang et le château en arrière-plan.
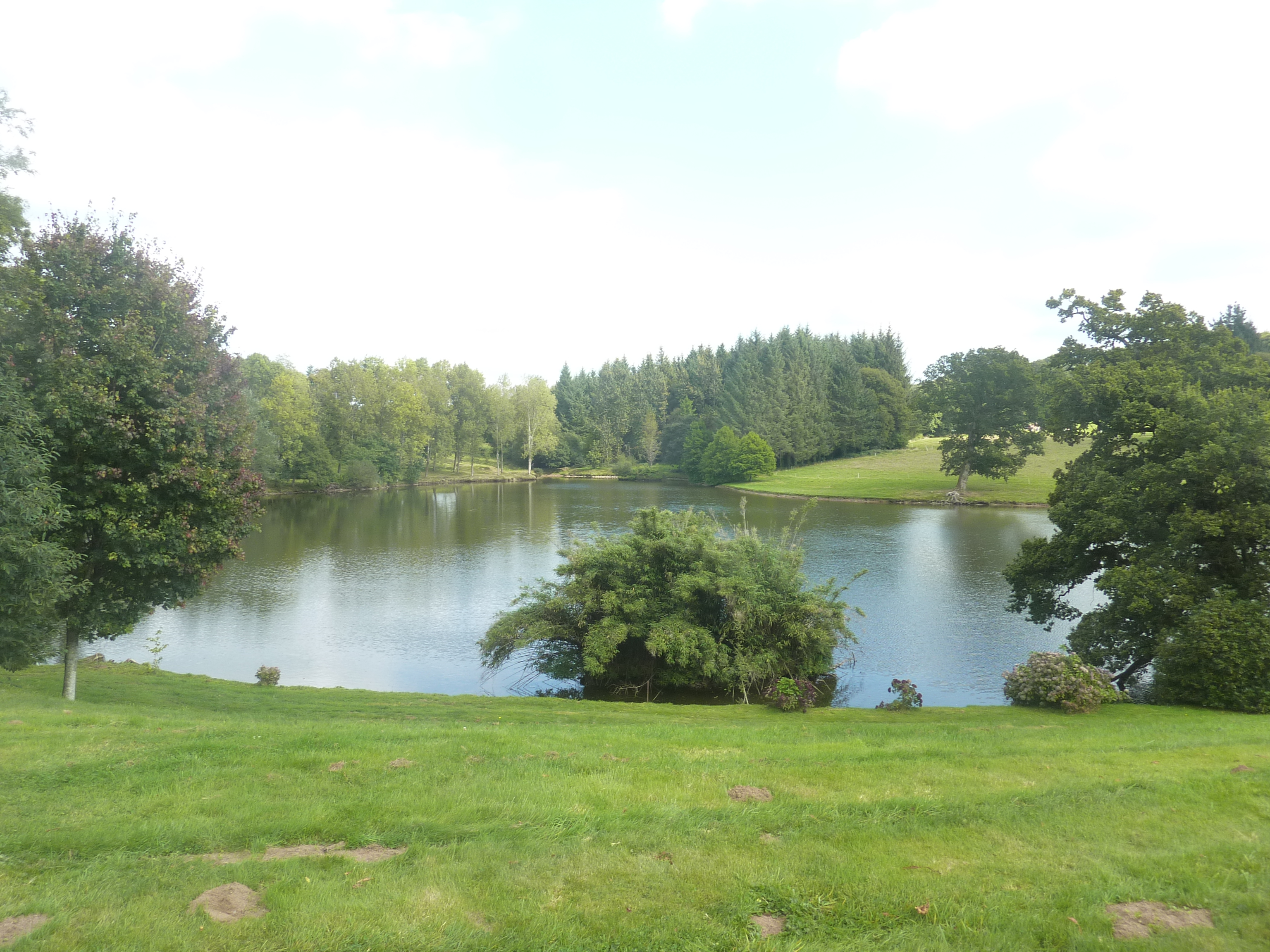
L'étang devant le château.
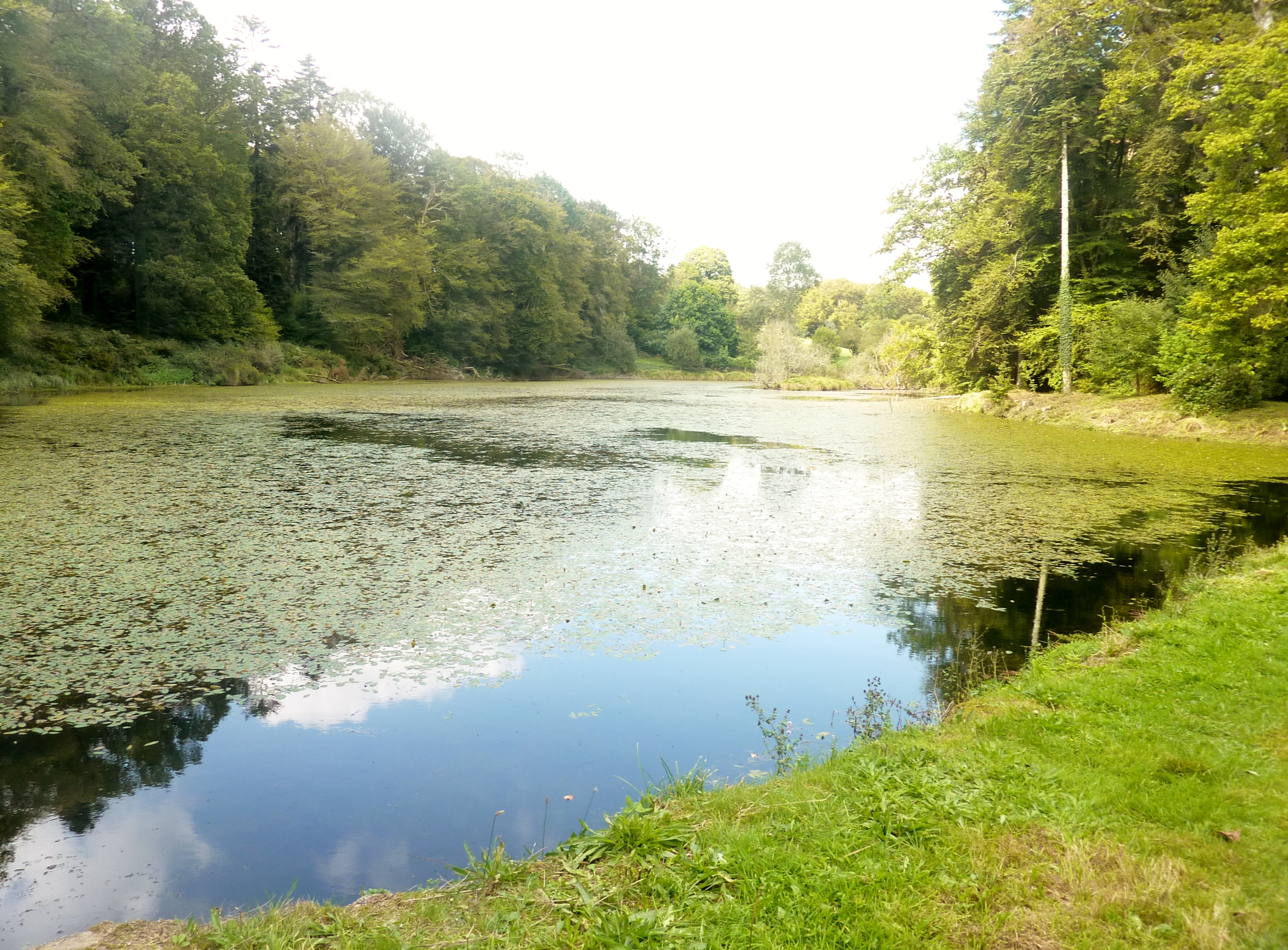
Le deuxième étang situé plus en amont.